# Austrian Beach Volleyball Tour
Die Austrian Beach Volleyball Tour ist die nationale Turnierserie des Österreichischen Volleyballverbands (ÖVV) im Beachvolleyball. Das Finale um die österreichische Staatsmeisterschaft bildet den Abschluss der Tour. Neben der ABV Pro Tour gibt es die Juniors Tour für den Nachwuchs und die Amateurs Tour für Amateur- und Hobbyspieler.

## Ablauf
Bei der ABV Pro Tour werden mehrere Kategorien unterschieden. Die Bezeichnungen richten sich nach den Punkten, die es pro Spieler(in) für die Ranglist zu gewinnen gibt. Außerdem gibt es einige weitere Kriterien, die in den Durchführungsbestimmungen festgelegt sind.
| Kategorie | Punkte | Preisgeld | Teams      | Zuschauer Center Court |
| --------- | ------ | --------- | ---------- | ---------------------- |
| Pro 160   | 160    | ≥ 5000 €  | 12 oder 16 | ≥ 600                  |
| Pro 140   | 120    | ≥ 4000 €  | 12 oder 16 | ≥ 400                  |
| Pro 120   | 120    | ≥ 3000 €  | 12 oder 16 | ≥ 200                  |
| Pro 100   | 100    | ≥ 2000 €  | 12 bis 32  |                        |
| Pro 80    | 80     | ≥ 1000 €  | 12 bis 32  |                        |

Seit 2020 gibt es als Saisoneröffnung zusätzlich den Champions Cup. Dabei treten bei Frauen und Männern jeweils die besten elf Teams plus ein Team mit Wildcard. Sie spielen mit Gruppenphase sowie Halbfinale und Finale. Die Sieger erhalten 5000 €.

## Geschichte
Die österreichische Turnierserie wurde 2013 neu organisiert, als der bisherige Vermarkter der deutschen Turnierserie die Organisation übernahm. Seit 2015 gibt es die Austrian Beach Volleyball Tour.

## Übersicht der Turniere
| Jahr | Spielorte |
| ---- | --- |
| 2020 | Unterach (M 80) – Zell am See (F 80) – Wolfsberg (F 80) – Innsbruck (F, M 120) – Wolfurt (F, M 160) – Greifenstein (M 80) – St. Johann (F, M 160) – Graz (F, M) |
| 2019 | Graz (M, F 80) – Wallsee (M 120) – Innsbruck (M, F 120) – Graz (M, F 120) – Wulzeshofen (M, F 80) – Fürstenfeld (M 120) – Wolfsberg (M 80) – Rabenstein (M 120) – Kufstein (M, F 80) – Stockerau (M 80) – Wien (M, F 80) – Ebensee (M 160) – Tulln (M, F 80) – Feldkirchen (M 100) – Wolfurt (M, F 160) – Greifenstein (M 80) – St. Johann (M, F 120) |